# Diocesi di Santa Clara
La diocesi di Santa Clara (in latino Dioecesis Sanctae Clarae) è una sede della Chiesa cattolica a Cuba suffraganea dell'arcidiocesi di Camagüey. Nel 2022 contava 785.000
battezzati su 1.282.565 abitanti. È retta dal vescovo Marcelo Arturo González Amador.

## Territorio
La diocesi comprende la città di Santa Clara, dove si trova la cattedrale di Santa Chiara d'Assisi.
Il territorio è suddiviso in 35 parrocchie.

## Storia
La diocesi è stata eretta il 1º aprile 1995 con la bolla Ad aptius consulendum di papa Giovanni Paolo II ricavandone il territorio dalla diocesi di Cienfuegos-Santa Clara, che contestualmente ha ripristinato l'antica denominazione di diocesi di Cienfuegos.
Originariamente suffraganea dell'arcidiocesi di Santiago di Cuba, il 5 dicembre 1998 è entrata a far parte della provincia ecclesiastica dell'arcidiocesi di Camagüey.

## Cronotassi dei vescovi
Si omettono i periodi di sede vacante non superiori ai 2 anni o non storicamente accertati.
- Fernando Ramón Prego Casal † (1º aprile 1995 - 9 gennaio 1999 deceduto)
- Marcelo Arturo González Amador, dal 4 giugno 1999

## Statistiche
La diocesi nel 2022 su una popolazione di 1.282.565 persone contava 785.000 battezzati, corrispondenti al 61,2% del totale.
| anno | popolazione | popolazione | popolazione | presbiteri | presbiteri | presbiteri | presbiteri                | diaconi | religiosi | religiosi | parrocchie |
| anno | battezzati  | totale      | %           | numero     | secolari   | regolari   | battezzati per presbitero | diaconi | uomini    | donne     | parrocchie |
| ---- | ----------- | ----------- | ----------- | ---------- | ---------- | ---------- | ------------------------- | ------- | --------- | --------- | ---------- |
| 1999 | 502.000     | 1.149.000   | 43,7        | 24         | 14         | 10         | 20.916                    | 6       | 11        | 32        | 34         |
| 2000 | 502.000     | 1.145.302   | 43,8        | 26         | 15         | 11         | 19.307                    | 6       | 12        | 27        | 34         |
| 2001 | 504.000     | 1.145.302   | 44,0        | 24         | 15         | 9          | 21.000                    | 12      | 10        | 30        | 34         |
| 2002 | 506.000     | 1.149.000   | 44,0        | 24         | 15         | 9          | 21.083                    | 12      | 10        | 29        | 34         |
| 2003 | 506.000     | 1.146.900   | 44,1        | 25         | 16         | 9          | 20.240                    | 12      | 10        | 31        | 34         |
| 2004 | 518.935     | 1.176.219   | 44,1        | 27         | 17         | 10         | 19.219                    | 12      | 12        | 32        | 34         |
| 2010 | 574.000     | 1.298.642   | 44,2        | 33         | 21         | 12         | 17.393                    | 11      | 14        | 50        | 34         |
| 2014 | 573.900     | 1.300.500   | 44,1        | 36         | 30         | 6          | 15.941                    | 17      | 9         | 42        | 34         |
| 2017 | 796.606     | 1.309.000   | 60,9        | 41         | 33         | 8          | 19.429                    | 13      | 10        | 66        | 35         |
| 2020 | 801.080     | 1.297.140   | 61,8        | 29         | 17         | 12         | 27.623                    | 14      | 13        | 69        | 35         |
| 2022 | 785.000     | 1.282.565   | 61,2        | 23         | 15         | 8          | 34.130                    | 14      | 8         | 65        | 35         |